# Белгатой (Шалінський район)
Белгатой (рос. Белгатой) — село у Шалінському районі Чечні Російської Федерації.
Населення становить 5456 осіб (2019). Входить до складу муніципального утворення Белгатойське сільське поселення.

## Історія
Згідно із законом від 20 лютого 2009 року органом місцевого самоврядування є Белгатойське сільське поселення.

## Населення
| 1990  | 2002  | 2010  | 2012  | 2013  | 2014  | 2015  |
| ----- | ----- | ----- | ----- | ----- | ----- | ----- |
| 2145  | ↗3247 | ↗4551 | ↗4729 | ↗4839 | ↗4976 | ↗5073 |
| 2016  | 2017  | 2018  | 2019  |       |       |       |
| ↗5194 | ↗5284 | ↗5369 | ↗5456 |       |       |       |

## Люди
В селі народився Музаєв Нурдін Джамалдінович (1913—1983) — чеченський письменник, літературознавець, перекладач.